# Bismarck Barreto Faria
Bismarck Barreto Faria oder einfach nur Bismarck (* 17. September 1969 in São Gonçalo) ist ein ehemaliger brasilianischer Fußballspieler.

## Karriere

### Verein
Bismarck spielte bereits in der Nachwuchsabteilung von CR Vasco da Gama, ehe er 1987 in den Profikader des Klubs aufgenommen wurde. Bereits nach Ablauf seines ersten Profijahres konnte er mit dem Verein die Staatsmeisterschaft von Rio de Janeiro gewinnen, die im Folgejahr verteidigt wurde. 1989 schaffte es die Mannschaft sogar die Campeonato Brasileiro de Futebol, die nationale Meisterschaft, zu gewinnen. Zu dieser Zeit war Bismarck bereits ein wichtiger Spieler in den Reihen des Klubs und rückte in den Fokus der Nationalmannschaft. 1990 folgte der Abrutsch in der Liga. Wie der Verein, konnte auch der Mittelfeldspieler nicht mehr an seine Leistungen anknüpfen und so kam es, dass er sich nach Ablauf 1993 vom Klub trennte und erstmals ins Ausland ging, wo Bismarck bei dem japanischen Klub Verdy Kawasaki unterschrieb.
Dort fand er wieder zur alten Stärke und wurde Leistungsträger der Mannschaft, die 1993 und 1994 die J. League gewinnen konnte. Nach drei erfolgreichen Jahre wechselte Bismarck zum Ligakonkurrenten Kashima Antlers. Nachdem er dort 1997 Vizemeister wurde, reichte es in der kommenden Saison erneut zur Meisterschaft. Zudem konnte der Klub 1997 den Yamazaki Nabisco Cup und den Kaiserpokal. Diesen Doppel-Erfolg wiederholte Bismarck 2001. Mit der dritten Meisterschaft für die Antlers 2001, machte die Mannschaft das Triple in diesem Jahr perfekt. Nach acht Jahren in Japen entschied sich Bismarck 2002 wieder in seine Heimat zu wechseln, wo er sich für je eine Spielzeit das Trikot von Fluminense Rio de Janeiro und Goiás EC überstriff. Doch in Brasilien ließen die Leistungen zu wünschen übrig. Bismarck wechselte darauf 2003 nochmal für seine letzte Saison als Profi nach Japan zu Vissel Kōbe, wo er anschließend seine Karriere beendete.

### Nationalmannschaft
Bismarck spielte für verschiedene Nachwuchsmannschaft Brasiliens. 1985 war er Teil des Teams das zur U-17-Weltmeisterschaft in China anreisen durfte und 1989 war er im Kader des U-20-Teams, dass den dritten Platz bei der Junioren-Fußballweltmeisterschaft in Saudi-Arabien gewinnen konnte. Dort wurde er zudem zum besten Spieler des Turniers mit dem „Adidas Golden Ball“ ausgezeichnet. Schon 1987 gehört er zur U-20 Auswahl bei der Weltmeisterschaft in Chile.
Bald darauf wurde er auch erstmals für die A-Elf nominiert. So gehörte Bismarck bereits zum Kader der Nationalmannschaft, die Copa América 1989 gewonnen hatte. Im Folgejahr wurde er von Trainer Sebastião Lazaroni in das Aufgebot für die Fußball-Weltmeisterschaft 1990 in Italien berufen. Dort kam er jedoch nicht zum Einsatz.

## Erfolge
Vasco
- Staatsmeisterschaft von Rio de Janeiro: 1987, 1988
- Campeonato Brasileiro de Futebol: 1989

Verdy Kawasaki
- Japanischer Meister: 1993, 1994

Kashima Antlers
- Japanischer Meister: 1998, 2000, 2001
- Yamazaki Nabisco Cup: 1997, 2001
- Kaiserpokal: 1997, 2001

Nationalmannschaft
- 3. Platz bei der Junioren-Fußballweltmeisterschaft: 1989
- Copa América: 1989

## Auszeichnungen
- Bester Spieler der Junioren-Fußballweltmeisterschaft 1989
- J. League Best Eleven: 1994, 1995, 1997[4]
- Spezial-Ehrung der J. League: 2005[5]

## Trivia
In einer Sonderfassung des Filmes Jesus von 1979, anlässlich der Fußball-Weltmeisterschaft 1998, spielte Bismarck eine Rolle zusammen mit seinen ehemaligen Nationalmannschaftskollegen Cláudio Taffarel und Jorginho.